# 三臂星虫属
三臂星虫属（学名：Triastrum）是海绵盘虫科的一属。

## 下属物种
本属包括以下物种：
- 三臂星虫 Triastrum aurivillii Cleve